# Wasserstraße 11 (Stralsund)

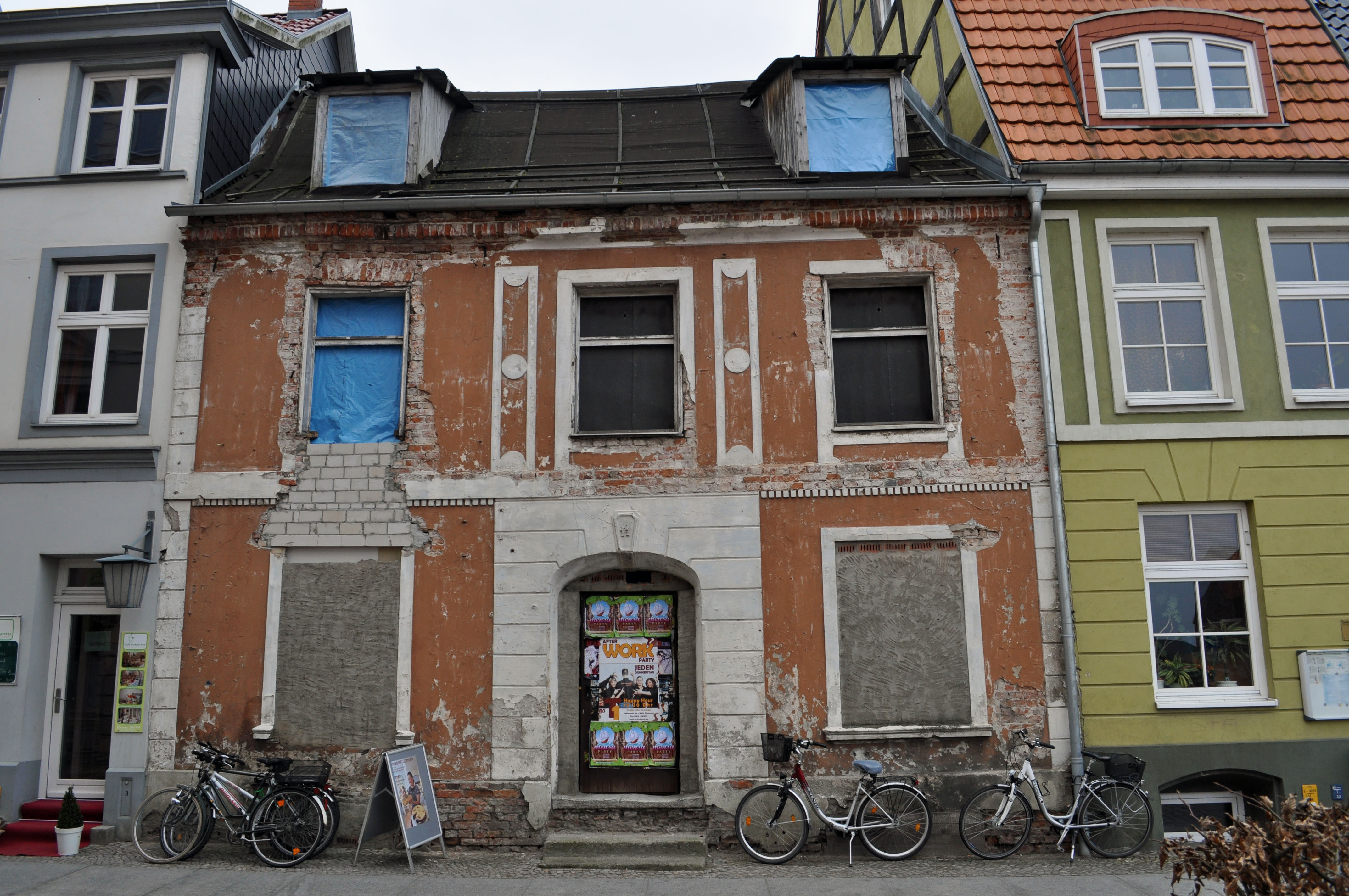
Das Haus Wasserstraße 11 in Stralsund (2012)

Das Gebäude mit der postalischen Adresse Wasserstraße 11 ist ein denkmalgeschütztes Bauwerk in der Wasserstraße in Stralsund.
Das zweigeschossige und dreiachsige, traufständige Haus wurde am Ende des 18. Jahrhunderts errichtet.
Die verputzte Fassade ist durch die betonte Mittelachse geprägt. Das korbbogig gestaltete Portal ist in eine genutete Vorlage eingefügt, das Fenster darüber ist von schmalen Putzspiegeln gerahmt.
Die Gebäudekanten sind genutet, ein Putzband trennt die Geschosse optisch.
Das Haus liegt im Kerngebiet des von der UNESCO als Weltkulturerbe anerkannten Stadtgebietes des Kulturgutes „Historische Altstädte Stralsund und Wismar“. In die Liste der Baudenkmale in Stralsund ist es mit der Nummer 768 eingetragen.